# روبرت موسلي
روبرت موسلي (بالإنجليزية: Robert Mosley)‏ هو مغني أوبرا ومغني أمريكي، ولد في 1927 في بيتسبرغ في الولايات المتحدة، وتوفي في 30 أبريل 2002.

## وصلات خارجية
- روبرت موسلي على موقع ميوزك برينز (الإنجليزية)
- روبرت موسلي على موقع قاعدة بيانات برودواي على الإنترنت (الإنجليزية)